# Kristin Cashore
Œuvres principales
- Cycle Graceling

Kristin Cashore, née en 1976, est une romancière américaine de fantasy.

## Œuvres

### SérieGraceling
1. Graceling, Orbit, no 1, 2009 ((en) Graceling, 2008)Lauréat du prix Mythopoeic 2009, nommé au prix Andre-Norton
2. Rouge, Orbit, no 11, 2010 ((en) Fire, 2009)
3. Bitterblue, Orbit, 2012 ((en) Bitterblue, 2012)
4. Winterkeep, Le Livre de poche, 2024 ((en) Winterkeep, 2021)

### Romans indépendants
- (en) Jane, Unlimited, 2017
- (en) There Is a Door in This Darkness, 2024